# Битва біля Жданої гори
Битва біля Жданої гори — бій 26 січня 1135 року між новгородським військом на чолі з Всеволодом і Ізяславом Мстиславичами і військами суздальського князя Юрія Долгорукого, де перемогу здобуло Суздальське князівство.
Ждана гора розташована біля сільця Кузьминка і села Кубринськ у болотистій поймі серед пагорбів у річки Дубець при її впадінні у річку Кубрь на південному заході Переславського району на півдні Ярославської області.

## Передумови
Витоки конфлікту лежали в боротьбі синів Мстислава Володимировича Великого проти молодших Володимировичів за волості після смерті свого батька (1132). Всеволод Мстиславич, а потім і його брат Ізяслав Мстиславич були вигнані з Переяславського князівства, потім Ізяслав був вигнаний з Турівського князівства і вирушив до брата в Новгородське князівство. Всеволод пішов війною проти Суздальського князівства з метою посадити брата Ізяслава на князювання в Ростові.
Приводом для битви послужив хліб, який суздальці стали відпускати з Опілля в Новгород за завищеними цінами і обкладати провезення товарів новгородських купців великими митами. Велике новгородське військо вийшло з Новгорода 31 грудня і рухалося річками, вкритими кригою. До Жданої гори вони дісталися річкою Дубна, Заболотським озером, Сулоті і Кубрі.

## Битви
Бій стався 26 січня 1135 року, коли Новгородське військо зайняло гору, тоді суздальські війська вишукалися для нападу на неї. Для зменшення втрат відрядили суздальського воєводу Якуна Короба з 500 особами в тил новгородців. Новгородці, розділились на 3 полки й кинулися з висот та почали тіснити суздальське військо. Ними було збито суздальський княжий стяг. У цей час Короб напав на новгородські полки з тилу і зім'яв їх. Суздальці підбадьорилися і розбили ворога вщент; були вбиті головні новгородські вожді: посадник «чоловік хоробрий» Іванко, тисяцький Петрило Микулич і безліч воїнів. Багатий обоз став здобиччю суздальців. Як розповідає літопис

Того же лѣта, зимѣ, князь Всеволодъ Мстиславичь иде ратью съ Нѣмцы и со всею силою Новгородцкою на
Суздаль и на Ростовъ; и бысть имъ путь стропотокъ зѣло: насташа бо дніе злы, вѣтри силни
и віалици страшны зѣло; и срѣтиша ихъ Суздалци и Ростовцы на Жданѣ горѣ, и бишася
тамо на Жданѣ горѣ крѣпко, и много зла сътворися Новгородцемъ, и убиша мужа славна
посадника их Иванка Данкова, и Жиряту Якунова, и Петрила Никулича, и Даншу Якшича, и много добрыхъ и храбрыхъ мужей Новгородцевъ побиша, и многи крови христіаньскіа
проліашася. И бѣжаша Новгородци и со княземъ ихъ къ Новугороду, и пришедше въ
Новъгородъ начаша молвити о Суздальстѣй войнѣ на князя Всеволода Мстиславича; онъ же
умысли бѣжати въ Нѣмци.
— Ніконовський літопис під 1134 роком

## Результати битви
Битва біля Жданої гори була марна для Новгородської держави, проте вплинула на вчинки Юрія Долгорукого. Бій був однією з причин до того, щоб зміцнити західні і південно-західні кордони Володимирського князівства. Незабаром після битви на Жданій горі князь Юрій у 1135 році закриває гирло Волзької Нерлі фортецею Костянтин, у 1147 році зводить дерев'яний кремль у торгово-ремісничому селищі на річці Москва, що згодом стає містом Москва, у 1152 році ставить центральну фортецю в Переяславі-Заліському (1152) й у 1154 році невелику фортецю в Дмитрові для надійного захисту шляхів по річках Дубна і Яхрома.
У самому Новгороді після невдалого походу князь Всеволод і єпископ Нифонт побудували кам'яну церкву Успіння на Торгу на пам'ять покійних або убитих під час битви на Жданій горі. Церква ця будувалася протягом дев'яти років і була закінчена 1144 року.
Через втечі Всеволода Мстиславича з полю бою новгородське віче 28 травня 1136 року позбавило його новгородського столу, що прийнято вважати початком республіканського періоду в історії Новгородської землі.

## Пам'ять
Про цей бій в день пам'яті Йосипа єпископа Солунського нагадує давно зруйнований Осипов монастир на річці Кубра, тепер село Осипова пустинь.